# Kontingenz (Philosophie)
Das Substantiv Kontingenz mit dem Adjektiv kontingent (altgriechisch ἐνδεχόμενα endechómena „etwas, was möglich ist“; mittellateinisch contingentia „Möglichkeit, Zufall“) ist ein philosophischer Terminus, der unter anderem in der Modallogik und Ontologie gebraucht wird. Im modallogischen Sinn ist eine Proposition kontingent, wenn sie weder notwendig noch unmöglich ist. Im ontologischen Sinn bezeichnet „Kontingenz“ den Status von Entitäten, deren Existenz oder Nicht-Existenz weder notwendig noch unmöglich ist. Daran anknüpfend beziehen sich Redeweisen wie „kontingentes Sein“, auch etwa im Kontext der Religionsphilosophie und Fundamentalphilosophie, auf eine Abhängigkeit von Vorursachen dafür, dass eine Sache bzw. ein Sachverhalt überhaupt ist und so ist, wie diese bzw. dieser ist.

## Modallogische Definition
Die Sprache der Modallogik erlaubt es, formal über
Möglichkeit ({\displaystyle \Diamond }) und Notwendigkeit ({\displaystyle \Box }) zu sprechen.
{\displaystyle \Diamond A} drückt aus, dass {\displaystyle A} möglicherweise wahr ist.
A heißt nun kontingent (kont), wenn sowohl A als auch nicht-A möglich ist:
{\displaystyle {\textbf {kont}}A:=\Diamond A\wedge \Diamond \neg A}
Kontingenz kann also als eine besonders offene Form der Möglichkeit angesehen werden.

## Zufall
Da der Begriff der Kontingenz schwer zu fassen ist, wurden in der Philosophiegeschichte Aussagen über das Verhältnis von Zufall, Wahrscheinlichkeit und Kontingenz aufgestellt. Aus Sicht der heutigen Modallogik hat Kontingenz allerdings nichts mit Wahrscheinlichkeit zu tun.
In der neueren Philosophie ist die „Kontingenztheorie der Wahrheit“ des US-amerikanischen Neopragmatikers und Skeptikers Richard Rorty von Bedeutung: Er schließt zwar die Möglichkeit, innerhalb von Begriffsystemen Wahrheit abzubilden, nicht prinzipiell aus. Rorty erklärt jedoch jede Reflexion darauf, wie sich ein solcher Wahrheitsstatus generieren ließe, für müßig. Damit behauptet er in polemischer Stellung gegen insbesondere den klassischen Idealismus und Realismus, dass Wahrheit letztlich nicht nur ein zufälliger, sondern zudem auch ein willkürlicher Modus der Rede sei.

## Kontingenz-Gottesbeweis
Einer der Gottesbeweise ist ein Kontingenzbeweis. Dieser ist in der Natürlichen Theologie ausgearbeitet worden. Da nichts Zeitliches, Veränderliches, Abhängiges aus eigener Wesensnotwendigkeit existiere, müsse Gott als einziges absolutes, nicht wesenskontingentes Sein (Aseität) existieren.

## Unverfügbarkeit und Widerfahrnis
In der Philosophie und Anthropologie wird Kontingenz als Unverfügbarkeit und Widerfahrnis verstanden. Bestimmte Ereignisse können wir nicht beeinflussen. Sie erscheinen, etwa wie die von Hannah Arendt in Vita activa oder Vom tätigen Leben beschriebene, mühevolle Arbeit, als Widerfahrnisse. Nach Wilhelm Kamlah unterliegen Widerfahrnisse der Kontingenz. In der stoischen Philosophie sind das Unverfügbare sowie das Unbeeinflussbare nicht glücksrelevant.